# 穆罕默德·布尔汗努丁
穆罕默德·布尔汗努丁（英語：Syedna Mohammed Burhanuddin, Abul-Qaid Johar Mohammed Burhanuddin，1915年3月6日—2014年1月17日），是一名印度伊斯兰教领导人，他是达瓦奥迪·博赫拉的第五十二位达伊。达瓦奥迪·博赫拉是伊斯兰什叶派姆斯特里的一个分支。
2014年1月17日，布尔汗努丁因为心肌梗死，在孟买去世。由于大量信徒前来追悼，次日发生严重踩踏事故，18人去世。